# Molí del Plomissó
El molí del Plomissó és un edifici de Copons (Anoia) inclòs a l'Inventari del Patrimoni Arquitectònic de Catalunya.

## Descripció
El molí està situat a la riba dreta de la Riera Gran. S'hi accedeix per la carretera BV-1005 que va de Copons a Veciana, en direcció nord.
L'edifici està en runes, per la qual cosa no es pot determinar l'estructura que tenia. De la construcció només en resta una part de la volta lleugerament apuntada que cobria, possiblement, el que havia estat la sala de les moles. Està feta amb carreus de pedra lligats amb argamassa de calç i sorra.
L'espai forma una planta rectangular de 2,30 metres de fons i uns 2,50 metres d'ample.
El terra està cobert de sediments i la paret oest, també de carreus, presenta concrecions calcàries.
No ha quedat res de la mola ni cap forat que pugui demostrar el pas dels elements de la sala de les moles cap al carcabà, ni el d'estellador, ni l'alçador, ni l'ull de la mola.

## Història
Aquest molí no està documentat, encara que, per les manifestacions de Josep Lliró, propietari del camp on està el molí, hem pogut saber que al camp de sobre del molí hi havia hagut una bassa.
Son pare, Josep Lliró Brunet, nascut el 1901, li havia explicat que aquest molí es dedicava a pelar gra després de coure'l, és a dir, que funcionava com a pelador.
Aquest senyor recordà, també, haver-hi vist una mola recolzada a la paret, que va ser duta -fa més o menys 30 anys- al Mas Lloretó amb la intenció de convertir-la en una taula per al "merendero" que hi estaven construint.
Per acabar, afegir que Josep Lloret, afirma que aquest lloc, originàriament, es deia Planissó -o "camp pla"- i que "Plomissó" seria una deformació d'aquest nom inicial.